# (1196) Sheba
(1196) Sheba – planetoida z pasa głównego asteroid okrążająca Słońce w ciągu 4 lat i 120 dni w średniej odległości 2,65 au Została odkryta 21 maja 1931 roku w Union Observatory w Johannesburgu przez Cyrila Jacksona. Nazwa planetoidy pochodzi od królowej Saby, postaci biblijnej. Przed nadaniem nazwy planetoida nosiła oznaczenie tymczasowe (1196) 1931 KE.